# Kronau

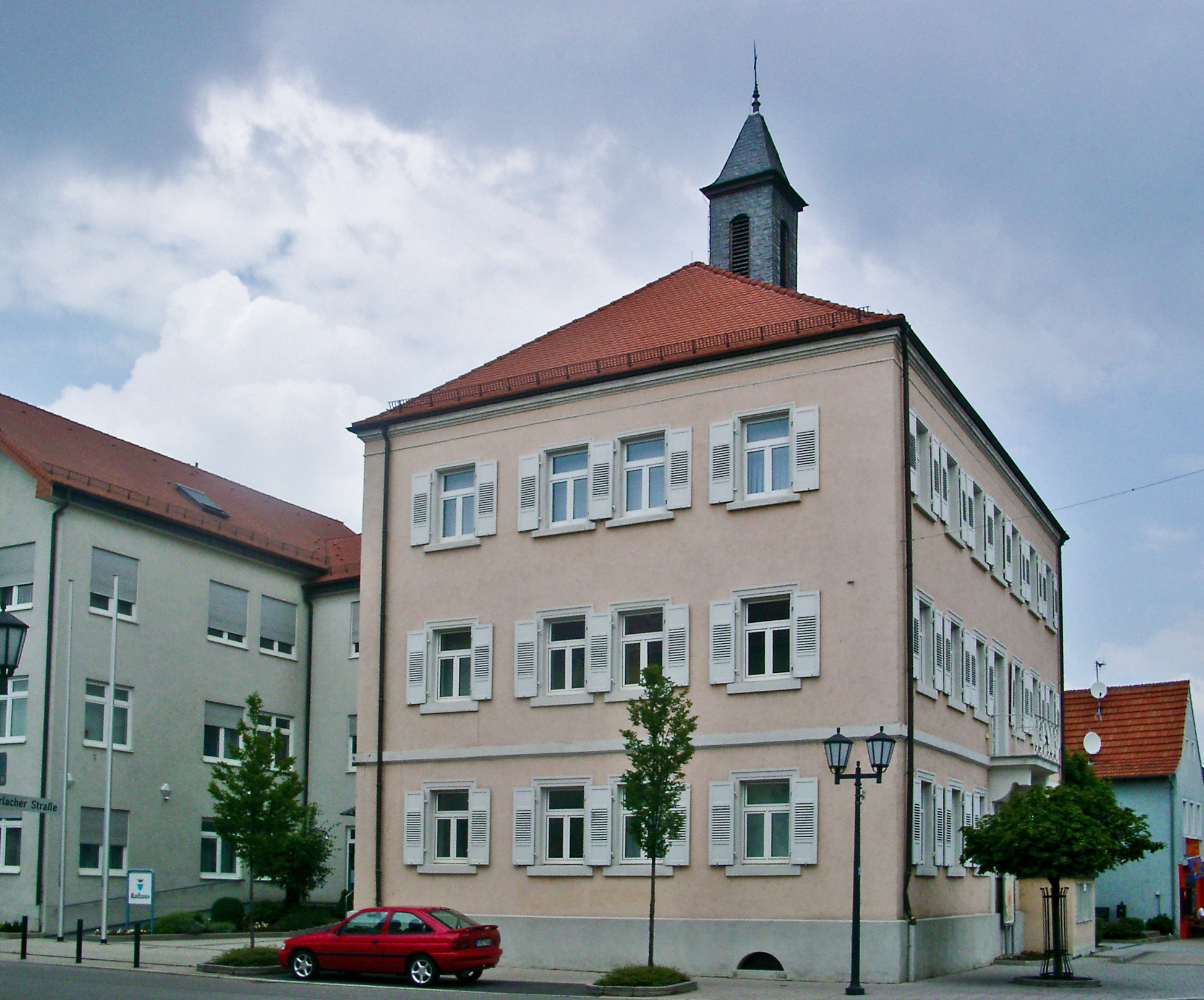
Das Rathaus von Kronau

Kronau ist eine Gemeinde in Baden-Württemberg im Landkreis Karlsruhe.

## Geografie

### Lage
Kronau liegt im Nordwesten des Landkreises Karlsruhe zwischen den Zentren der Regionalverbände Karlsruhe und Rhein-Neckar. Zur Gemeinde Kronau gehören außer dem gleichnamigen Dorf keine weiteren Ortschaften.

### Nachbargemeinden
Kronau grenzt im Südosten an Bad Schönborn und im Westen an Waghäusel (beide Landkreis Karlsruhe) sowie im Norden an St. Leon-Rot (Rhein-Neckar-Kreis).

## Geschichte
Die ersten Siedlungsspuren der heutigen Gemeinde Kronau reichen bis in die Jungsteinzeit zurück. An der Gemarkungsgrenze nahe der Bahnlinie Heidelberg–Karlsruhe fand man beim Kiesabbau auf einer ovalen, zwei Hektar großen Düne Gefäßscherben der Bandkeramiker, Geräte aus Feuerstein und Knochen von Haustieren. Wie auf dem nahen Michaelsberg bei Bruchsal hatten hier auf einer gegen das Hochwasser der Nebenrheinarme geschützten Insel die ersten Ackerbauern und Viehzüchter gelebt. Einige Gräber aus dem 4. Jahrhundert v. Chr. sowie römische Siegel und Münzen mit dem Bildnis des Antoninus Pius (138–161 n. Chr.), sowie die Reste einer römischen Straße im Gewann "Alte Straße", zeugen von einer fast nie unterbrochenen Landnutzung in diesem Raum, lange bevor die erste schriftliche Kunde von dem Dorf in der „Grünen Au“ festgehalten ist.
1056 schenkte Kaiser Heinrich III. das Gebiet der Speyerer Kirche. Die erste urkundliche Erwähnung Kronaus datiert aus dem Jahr 1289. Wahrscheinlich hat sich aber schon lange vor der ersten Jahrtausendwende eine Dorfsiedlung entwickelt. Das Hochstift Speyer hat diese seinem ganz nahe gelegenen Amt Kislau unterstellt. Die Kronauer Bauern taten sich damals schwer, die Abgaben aus dem mageren Sandboden herauszuwirtschaften. Trotzdem blieben Landwirtschaft und Taglohn die einzigen Einnahmequellen der Menschen. Der Gemeindename veränderte sich über die Jahrhunderte hinweg mehrmals, ohne jedoch die Verbindung zur Grünen Au zu verlieren.
1867 entwickelte sich eine Zigarrenindustrie, die es in den 1920er Jahren zur Blüte brachte.
Während des Zweiten Weltkrieges eroberten am 2. April 1945 französische Truppen Kronau. Durch die Eröffnung der Autobahnauffahrt im Herbst 1958 erlebte die Gemeinde einen industriellen Aufschwung.
Dieser beschleunigte sich durch den Anbau des neuen Gewerbe- und Industriegebiets Heidig an das alte Gewerbegebiet Althäuser.
Kronau ist heute Wohn- und Arbeitsgemeinde zwischen den Zentren der Regionen Mittlerer Oberrhein und Rhein-Neckar. Die Bevölkerungsentwicklung ist von einem kontinuierlichen Wachstum gekennzeichnet. Hatte Kronau im Jahre 1970 noch 4295 Einwohner, sind es mittlerweile nahezu 6000.
Kronau gehörte bis zum 1. Januar 1973 dem Landkreis Bruchsal an, bis dieser aufgrund der Kreisreform in den Landkreis Karlsruhe eingegliedert wurde.

## Politik

### Gemeinderat
Der Gemeinderat hat 14 ehrenamtliche Mitglieder, die für fünf Jahre gewählt werden. Hinzu kommt der Bürgermeister als stimmberechtigter Gemeinderatsvorsitzender.
Die Kommunalwahl 2024 führte zu folgendem Ergebnis (in Klammern: Unterschied zu 2019):
| Gemeinderat 2024               | Gemeinderat 2024 | Gemeinderat 2024 | Gemeinderat 2024 | Gemeinderat 2024 |
| Partei / Liste                 | Stimmenanteil    | Sitze            |                  |                  |
| ------------------------------ | ---------------- | ---------------- | ---------------- | ---------------- |
| Freie Wähler                   | 40,3 % (+1,6)    | 6 (+1)           |                  |                  |
| CDU                            | 34,1 % (−4,7)    | 5 (−1)           |                  |                  |
| Grüne                          | 10,8 % (+10,8)   | 1 (+1)           |                  |                  |
| SPD                            | 7,6 % (−14,9)    | 1 (−2)           |                  |                  |
| AfD                            | 7,3 % (+7,3)     | 1 (+1)           |                  |                  |
| Wahlbeteiligung: 69,8 % (+2,0) |                  |                  |                  |                  |

### Bürgermeister
Bürgermeister ist seit September 2016 Frank Burkard (CDU). Er wurde im Juli 2016 im zweiten Wahlgang mit 55,3 Prozent der Stimmen gewählt. Am 30. Juni 2024 wurde er mit 93,3 Prozent der Stimmen für eine zweite Amtszeit wiedergewählt. Zuvor war von 1995 bis 2016 Jürgen Heß Bürgermeister.

### Wappen
Der Stern im Wappen der Gemeinde Kronau ist das alte Ortszeichen, dass sich auch auf Fleckensiegeln seit der ersten Hälfte des 18. Jahrhunderts wiederfand. Der älteste Abdruck eines eigenen Siegels stammt aus dem Jahr 1746 und zeigt den Stern in einem von zwei Palmzweigen flankierten und, wie auch in anderen Siegeln speyerischer Orte dieser Zeit, einer Krone überhöhtem Wappenschild. Darauffolgende Siegel behielten die Krone bei.
1907 schlug das Generallandesarchiv vor, den Stern in den speyerischen Farben Blau und Silber als Wappen weiterzuführen, jedoch wäre die Krone laut amtlichen Vorschriften ein unpassendes Rangzeichen und müsse weggelassen werden. Die Gemeindeverwaltung Kronaus akzeptierte diese Forderung jedoch nicht, denn das Gemeindewappen habe jederzeit eine Krone über dem Wappenschild gehabt und versinnbildliche den Ortsnamen. Auf den Kompromiss, die Krone als redendes Symbol in den Wappenschild zu versetzen, ging man nicht ein. Bis heute verwendet die Gemeindeverwaltung das Wappen mit Krone.
Blasonierung: Zusammenfassend lässt sich sagen, dass das Generallandesarchiv die schwebende Krone untersagt und den silbernen Stern auf blauem Grund als Symbol vorschreibt. Die Behörde legt allerdings ausdrücklich nicht fest wie der Stern grafisch darzustellen ist und wie die Wappenform auszusehen hat. Vor diesem Hintergrund beschloss der Gemeinderat im Juli 2019 verbindlich folgende grafische Darstellung des Kronauer Wappens.
Bürgermeister Frank Burkard kam im Anschluss mit dem Landratsamt Karlsruhe überein, dass das Kronauer Wappen auch im staatlichen Zusammenhang in der von der Gemeinde festgelegten Grafik, allerdings ohne Krone, abgebildet wird. Die alte Wappengrafik mit dem gestürzten und geschliffenen Stern ist nicht mehr zu verwenden.

Die seit Jahrzehnten genutzten Gemeindefarben weiß-blau wurden am 24. Oktober 1990 durch das Landratsamt Karlsruhe offiziell verliehen.

Von der Gemeindeverwaltung genutztes Wappen
Vom Generallandesarchiv gefordertes Wappen
Wappen ohne Krone

### Partnergemeinden
Kronau unterhält seit April 1991 eine Gemeindepartnerschaft zur Gemeinde Hohndorf im Erzgebirgskreis in Sachsen.

## Wirtschaft und Infrastruktur

### Verkehr
Durch Kronau verläuft als Landes-Radfernweg der Heidelberg-Schwarzwald-Bodensee-Radweg. Er führt von Heidelberg nach Radolfzell. Er verläuft von St. Leon kommend nach Kronau und weiter zum Philippsee und an Bad Langenbrücken vorbei. Weiter führt er durch Ubstadt-Weiher nach Bruchsal.

### Bildung
Kronau verfügt mit der Erich-Kästner-Grund- und Werkrealschule über ein Zentrum für die grundständige Bildung. Außerdem gibt es zwei römisch-katholische Kindergärten.

#### Erich-Kästner-Grund- und Werkrealschule

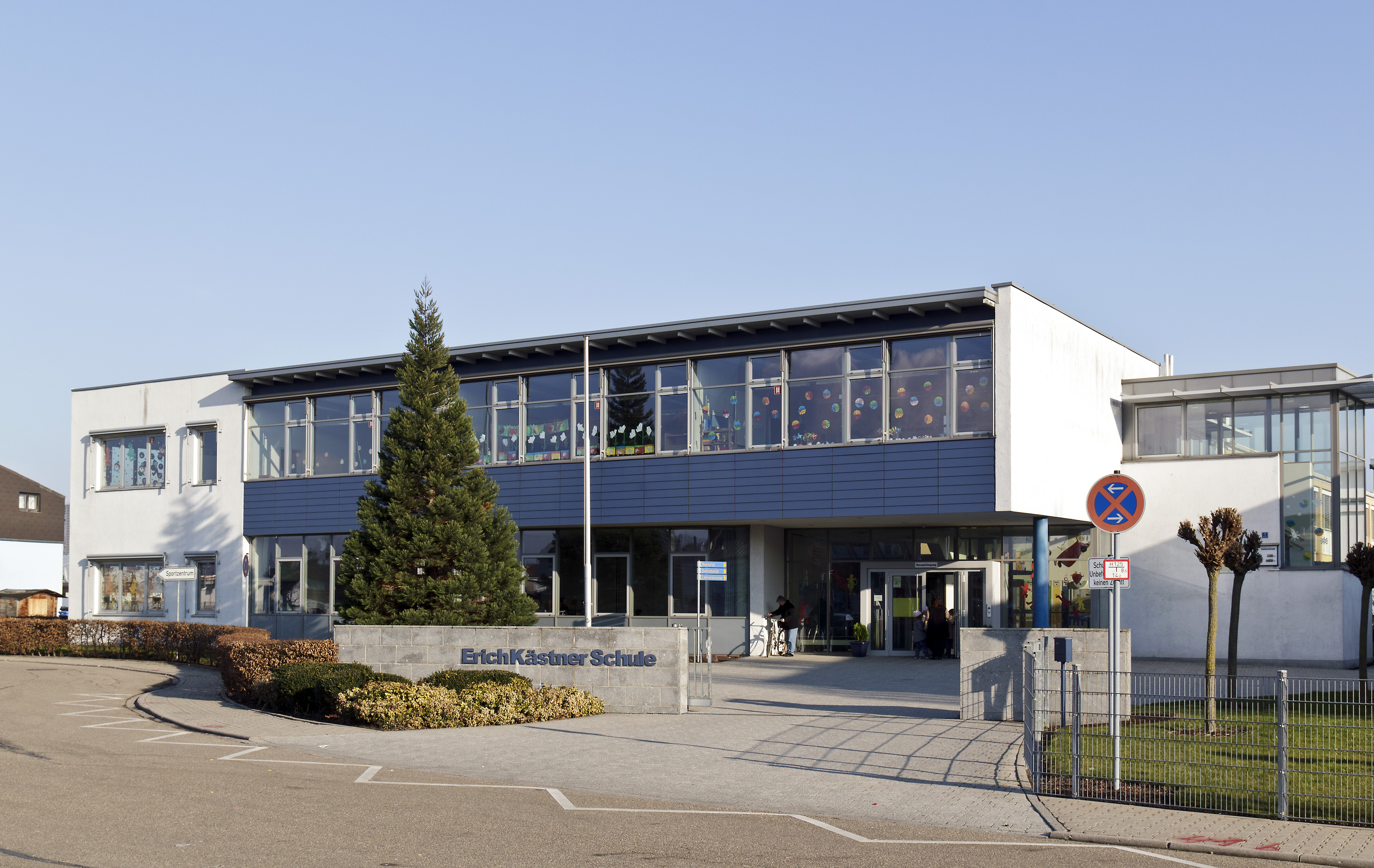
Erich-Kästner-Schule

Die heutige Kronauer Schule wurde im Jahre 1962 fertiggestellt und im Laufe der Jahre immer wieder erweitert und saniert. Seit 1993 beinhaltet die Kronauer Schule auch eine Werkrealschule. Die Klassen werden im jährlichen Wechsel zwischen den Hauptschulen Bad Schönborn und Kronau gebildet. Insgesamt besuchen 370–400 Schülerinnen und Schüler die Kronauer Bildungseinrichtung.
An die Erich Kästner-Schule ist eine Außenstelle der Ludwig Guttmann Schule Karlsbad angegliedert und eine Kooperative Organisationsform des Sonderpädagogischen Bildungs- und Beratungszentrum Karl-Berberich-Schule Bruchsal eingerichtet. Die Kooperation hat Modellcharakter erlangt.
An der Schule wird ein Mittagstisch und eine Mittagsbetreuung sowie eine Hausaufgabenbetreuung angeboten, die vom Förderverein der Schule getragen wird.

## Kultur und Sehenswürdigkeiten

### Bauwerke

#### Rathaus
Zentral in der Ortsmitte gelegen ist das Kronauer Rathaus. Errichtet wurde das Rathaus im Jahre 1809. In den vergangenen 200 Jahren hatte es viele Umbau- und Erweiterungsmaßnahmen erfahren. Zuletzt wurde es im Jahre 1998 um einen Anbau erweitert. 1999 wurde der denkmalgeschützte alte Bauteil des Rathauses grundlegend saniert.

#### Katholische Kirche St. Laurentius

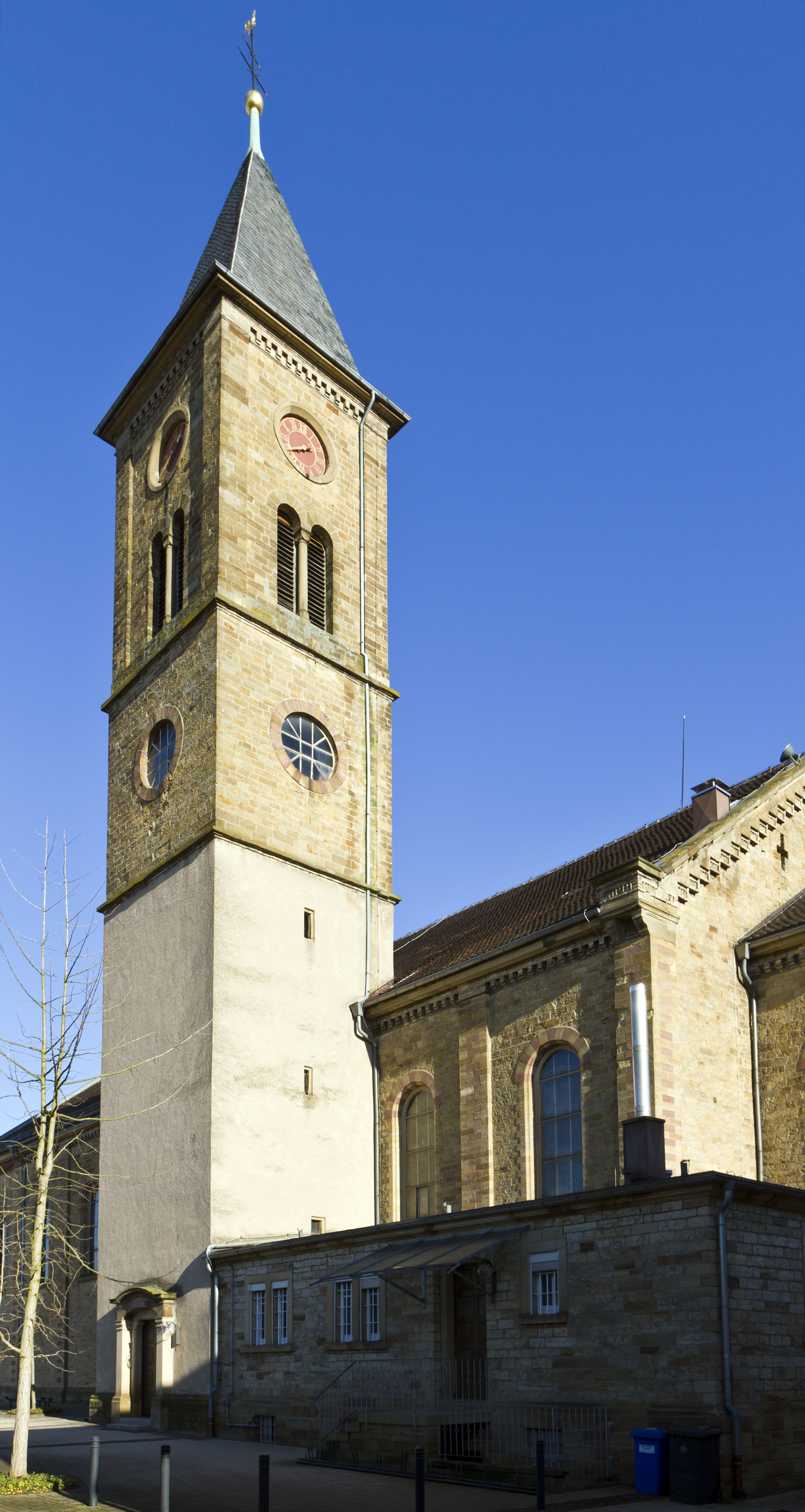
St.-Laurentius-Kirche

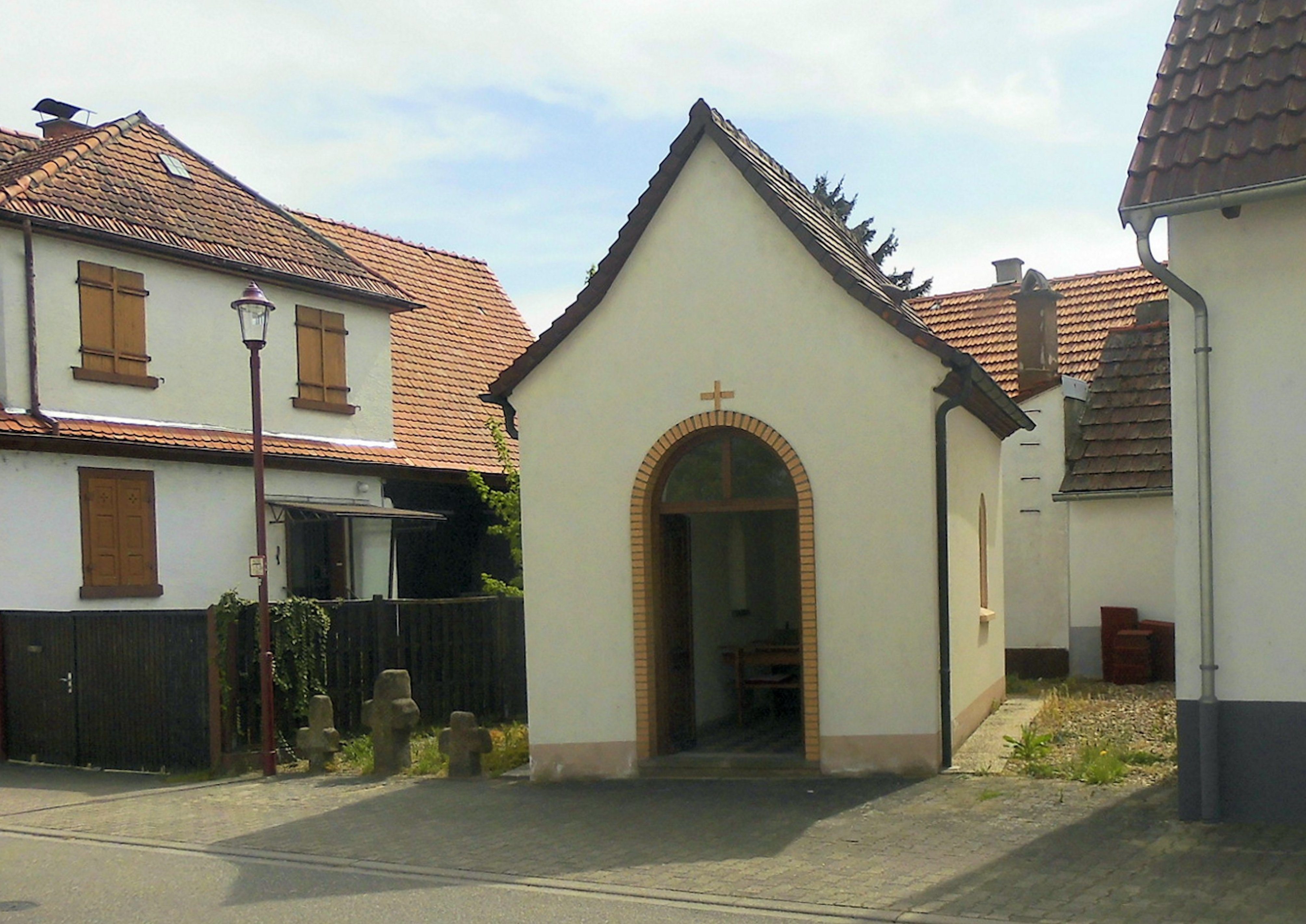
St. Leonardus-Kapelle

Die katholische Laurentius-Kirche wurde von 1861 bis 1862 nach den Plänen des Architekten und großherzoglichen Baudirektors Heinrich Hübsch erbaut. In den 1960er Jahren wurde der Bau erweitert. Geweiht wurde das Gotteshaus am 20. August 1862 durch den Speyerer Bischof Nikolaus von Weis, der bei dieser Gelegenheit auch 800 Gläubigen das Sakrament der Firmung spendete.

#### Alte Schule
Das ehemalige Kronauer Schulhaus, 1894 erbaut, wurde ab 1988 grundlegend saniert. Das Gebäude beherbergt neben dem katholischen Kindergarten Johannes Bosco einen großen Versammlungsraum und Proberäume für Vereine sowie die Volkshochschule. Es wird von vielen Kronauer Initiativen genutzt.

#### Feuerwehrhaus
Zu den weiteren Gemeindeeinrichtungen zählt das 1975 erbaute Feuerwehrhaus.

#### Friedhof
Im Ortskern der Gemeinde liegt der Friedhof mit der 1975 errichteten Einsegnungshalle. Teilbereiche des alten Friedhofs wurden im Jahr 2010 im Rahmen einer Neugestaltung wieder angelegt. Seinen würdigen Platz fand im Friedhof auch ein Ehrenmal zum Gedenken an die Gefallenen des Krieges 1870/71 sowie das Ehrenmal zum Gedenken an die Opfer des Zweiten Weltkriegs.

### Sport
Größere Bekanntheit erlangte der Ort durch den Handball-Bundesligisten SG Kronau/Östringen, der eine Spielgemeinschaft der örtlichen TSG Kronau und des TSV Baden aus dem nahegelegenen Östringen ist. Die Mannschaft stieg im Mai 2005 zum zweiten Mal nach 2003 in die Bundesliga auf und trägt ihre Heimspiele in der Mannheimer SAP-Arena aus. Seit 2005 nennt sich die Mannschaft Rhein-Neckar Löwen.

## Persönlichkeiten

### Ehrenbürger
- Robert Zimmermann, ehemaliger Bürgermeister
- Heinz Hochadel, ehemaliger Bürgermeister

### Söhne und Töchter des Ortes
- Uwe Zimmermann (* 11. Februar 1962), Fußballtorwart und Rekordbundesligaspieler des SV Waldhof Mannheim

### Personen, die mit dem Ort in Verbindung stehen
- Jan Bühn (* 3. März 1991), deutscher Motorradrennfahrer, wohnt in Kronau